# Кауфман, Даниэль
Даниэль Кауфманн (нем. Daniel Kaufmann; 22 декабря 1990, Грабс, Швейцария) — лихтенштейнский футболист, выступавший на позиции защитника. Сыграл 66 матчей за национальную сборную Лихтенштейна.

## Клубная карьера
Воспитанник футбольной школы «Бальцерс», в котором играл до 2011 года. В 2011 году перешёл в клуб «Эшен-Маурен». Пять сезонов провёл в «Вадуце». За это время выиграл пять национальных кубков. В 2020 году вернулся в «Эшен/Маурен». Проведя 16 матчей после возвращения, 28 октября 2021 года объявил о завершении карьеры по окончании года.

### Международная карьера
В молодёжной сборной отыграл 10 матчей, в основной сыграл 41 встречу. Дебютировал в составе взрослой сборной 17 ноября 2010 в товарищеской встрече с Эстонией.

## Достижения
- Обладатель Кубка Лихтенштейна (6): 2012, 2013, 2014, 2015, 2016, 2017.